# 부조리
부조리(不條理, 영어: absurdism)는 불합리·배리(背理)·모순·불가해(不可解) 등을 뜻하는 단어로서, 철학에서는 '의미를 전혀 찾을 수 없는 것'을 뜻한다. 원래는 조리에 맞지 않는 것이라는 논리적 의미만을 표시하는 말이었으나, 합리주의 철학의 한계 속에서 등장한 실존주의 철학에서 중요한 의미를 지닌 용어가 되었다. 알베르 카뮈는 부조리라는 개념을 철학적으로 의미화하는 데 크게 기여하였다.
인간은 아무리 애를 써도 자신을 둘러싼 세계를 완전히 알 수 없고, 모든 일을 완전히 해낼 수도 없으며, 반드시 죽기 마련이다. 인간은 죽음이라는 분명한 한계를 갖고 있기 때문에 '영원'에 대한 환상을 품는다거나, 다가올 내일에 대해서 희망을 품는 것은 어리석은 일이다. 왜냐하면 인간이 미래를 위해 아무리 열심히 노력한다 해도, 결국 미래는 인간에게서 모든 것을 빼앗아 가는 죽음을 가져다 줄 것이기 때문이다.
프랑스 철학자 장폴 사르트르는 소설 《구토》(1928년)에서 "마로니에 나무의 뿌리와 같은 '사물 그 자체'를 직시할 때에 그 우연한 사실성 그것이 부조리이며 그런 때에 인간은 불안을 느낀다"라고 말하였다. 프랑스 소설가 알베르 카뮈는 그것을 다시 일보 전진시켜 철학 에세이 《시지프 신화》(1942년)에서 "부조리란 본질적인 관념이고 제1의 진리이다"라고 말하였다. 알베르 카뮈는 이 에세이를 통해 "삶의 끝이 결국 죽음이라면 인생은 부조리한 것이다. 하지만 비록 인간의 삶이 부조리한 것이라 해도, 난 계속해서 '오직' 인간이기를 원한다. 다시 말해, 난 인간에게만 주어지는 '생각하는 능력'을 포기하지 않을 것이며, 내 이성을 사용해 끊임없이 세계를 이해하기 위해 노력할 것이다. 그리고 이처럼 어처구니없는 상황에서 벗어나기 위해 '인간적이지 못한' 신의 구원을 기대하지도 않을 것이며, 미래나 영원에 대해 희망이나 기대를 갖지 않을 것이다. 다만 나는 바로 지금, 바로 여기의 삶에 충실할 것이다"라는 결론을 내렸다.
알베르 카뮈는 《시지프 신화》의 첫째 줄에서 진실로 심각한 철학적 문제는 단 한 가지, 즉 자살의 문제라고 했다. 습관과 타성으로 진실에의 욕망을 속이며 살아가던 인간에게 어느 날 문득 죽음이라는 근원적인 사실이 떠오르고, 죽음에 질문을 던지는 자는 당연히 삶에 질문을 던진다. 애초에 대답 없는 이 물음들로 인해 인간에게는 소위 '부조리의 감수성'이 태동한다. 세계 내에 던져진 실존의 '부재하는 존재 이유'와 그 부재의 존재 이유를 찾고자 하는 '인간의 불굴의 이성'이 공존하게 된다. 부조리는 그 양자 간의 화해 없는 대립, 괴리, 갈등으로부터 태어난다. 알베르 카뮈는 어느 날 갑자기 '나는 왜 사는가?'라는 의문이 들었을 때 사람들이 취하는 반응을 세 가지로 분류했다. 첫 번째는 삶에 회의를 느끼고 자살하는 것이고, 두 번째는 일상으로 돌아와 습관적으로 살아가는 것이며, 세 번째는 운명에 도전하며 삶의 의미를 찾아내는 반항적인 반응을 보이는 것이다. 이 중 마지막 반응은 비극적 결말을 낳는다고 했다.
알베르 카뮈는 "인간이나 세계가 그 자체로서 부조리한 것은 아니다. 모순되는 두 대립항의 공존 상태, 즉 이성으로 모두 설명할 수 없는 상태가 바로 부조리한 상태이다. 코스모스가 카오스의 부분집합이듯 합리는 부조리의 부분집합이다. 부분이 전체를 다 설명할 수 없는 까닭에, 부조리의 합리적 추론이란 애당초 과욕인 것이다. 요컨대 부조리란 논리로써 설명할 수 있는 것이 아니라 단지 감정으로써 느낄 수 있을 뿐이다"라고 부조리를 규정하면서 인간은 부조리한 세계에 대하여 좌절을 각오하고 인간적인 노력을 거듭하여 가치를 복권해야 한다고 주장하였다.
알베르 카뮈는 소설 《이방인》(1942년)를 통해 제2차 세계 대전 이후 서구 합리성에 절망한 젊은 지식인들에게 새로운 정신적 도덕을 제시했고 실존주의의 대중화에 기여하였다. 이 소설을 통해 알베르 카뮈는 부조리의 감정이나 감각에 빠져 절망이나 자살에 이르는 허무주의를 긍정하는 대신 인간과 세계, 의식과 현실의 긴장 속에서 치열하게 살아가는 '반항적 인간'의 길을 제시하고자 했다. 알베르 카뮈가 말하는 '부조리 인간(l'homme absurde)'은 '부조리를 의식하며 살아가는 인간', 즉 '깨어 있는 의식을 가진 인간'이라는 뜻이지 '부조리한 인간'이라는 뜻은 아니다.

## 같이 보기
- 실존주의
- 비합리성
- 삶의 의미
- 허무주의
- 페테르 베셀 삽페
- 이방인 (소설)
- 토마스 네이글